# 帕尔内拉
帕尔内拉（Parnera），是印度古吉拉特邦Valsad县的一个城镇。总人口10713（2001年）。

## 人口
该地2001年总人口10713人，其中男性5772人，女性4941人；0—6岁人口1078人，其中男573人，女505人；识字率78.97%，其中男性为84.84%，女性为72.11%。